# تسوغوهارو فوجيتا

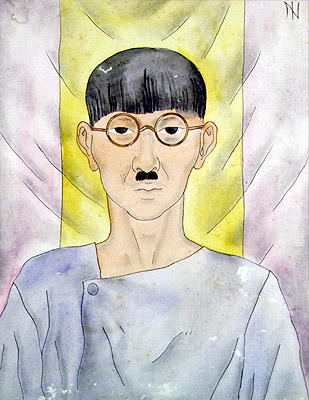
لوحة لتسوغوهارو فوجيتا

تسوغوهارو فوجيتا  أو Tsuguharu Fujita (藤田 嗣治) المعروف أيضا باسم عائلته البسيط فوجيتا، أو تحت اسم اعتمده في نهاية حياته، ليونارد فوجيتا. هو رسام ونحّات فرنسي ذو أصول يابانية، وهو أيضا مصور، خزفي، مصور فوطوغرافي، مخرج ومصمم أزياء ولد في 27 نوفمبر 1886 بطوكيو (اليابان) وتوفي في 29 جانفي 1968 زيوريخ (سويسرا).

## السيرة الذاتية

### الطفولة والمراهقة في اليابان
تسوغوهارو (بمعنى وريث السلام) فوجيتا (لدى وصوله إلى فرنسا) هو ابن الجنرال تسوغوأكيرا فوجيتا ، طبيب في الجيش الإمبراطوري الياباني وماسا، الذي توفي في عام 1891 في كوماموتو. لدى تسوغوهارو شقيق واحد أكبر سنا وشقيقتان يحميانه في ذلك الوقت. كان جو عائلته مثقفا ومنفتحا على الأفكار الغربية.
سجّل في دورات تعليم اللغة الفرنسية من المدرسة الابتدائية، ودرس الرسم على النمط الغربي في مدرسة الفنون الجميلة بطوكيو ، وتخرج منها في 1910 والذهاب إلى باريس هي كل ما يشغل باله في ذلك الوقت. في 1913، أبحر في النهاية إلى مرسيليا ووصل صباحا إلى باريس في حي مونبارناس في السادس من أغسطس. ووعد عائلته بالعودة لليابان بعد ثلاث سنوات، وذلك بعد عام من زواجه بخطيبته توميكو توكيتا.

### الوصول إلى باريس

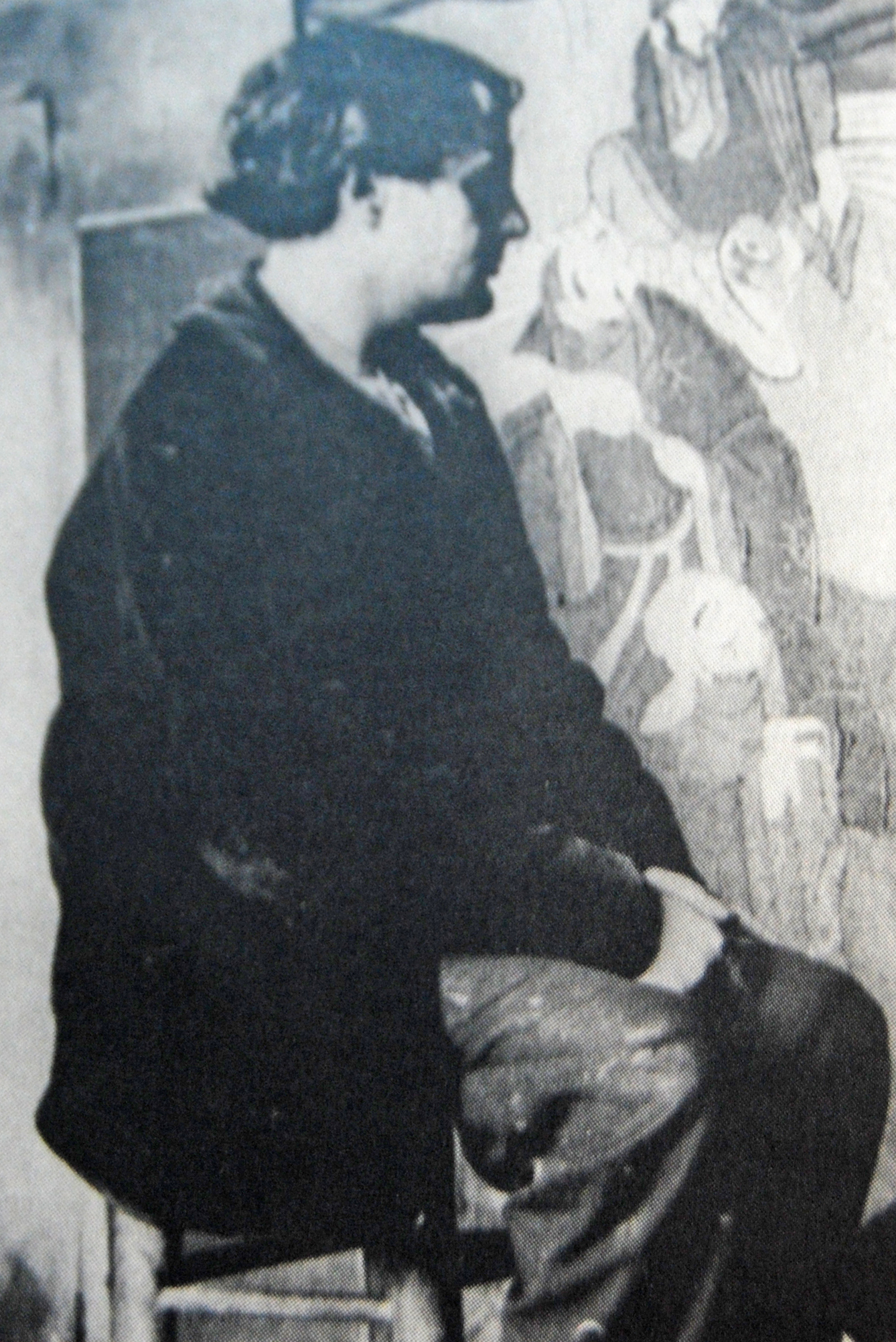
موديلياني في ورشة فوجيتا في مدينة Falguière (1909).

في اليوم التالي، اصطحبه الرسام التشيلي مانويل أورتيز دي زاراتي، إلى بابلو بيكاسو الأمر الذي كان له أثر كبير في حياته كفنان. دفعته التراكيب التكعيبية واللوحات الفنية لدوانييه روسو من ورشة بيكاسو إلى نسيان كل ما يعرفه سابقا وألقى نفسه بالكامل في معركة الطليعية في الفن الحديث. حيث تأسست مدرسة باريس قبل الحرب العالمية الأولى (1900-1920)، وأصبح فوجيتا واحدا من نجومها مع أميديو موديلياني، جول باسكين، هيرمين ديفيد، مويس كيسلينغ، شانا أورلوف، شايم سوتين، أندريه ديرين، موريس دي فلامنك، فرناند ليجي، خوان جريس، هنري ماتيس، وكل جيرانه في مونبارناس، بما في ذلك الرسام الياباني رويتشي سوزوكي الذي أصبح من أصدقائه ، ،.

### أول التجارب في باريس ولندن
بعد الإقامة في فندق الأوديسا Odessa (في عام 1913)، شارك فوجيتا استوديو صديقه الياباني الأول في باريس، كاواشيما، في منطقة سيئة التعريف بالقرب من التحصينات جنوب مونبارناس. درسوا اليونانية الجديدة على اليد الفيلسوف والفنان ريمون دنكان. وتردد فوجيتا في الاختيار بين الرقص والرسم. بعد إقامة في لندن في عام 1914، عاد إلى مدينة فالجويير Falguière قربا من سوتين وموديلياني، حتى التقى زوجته الأولى، فيرناندي باري في عام 1917، وأقام عرسه في الفناء الخلفي لمنزله، في شارع ديلامبر رقم 5، حيث بقي هناك حتى عام 1924 .

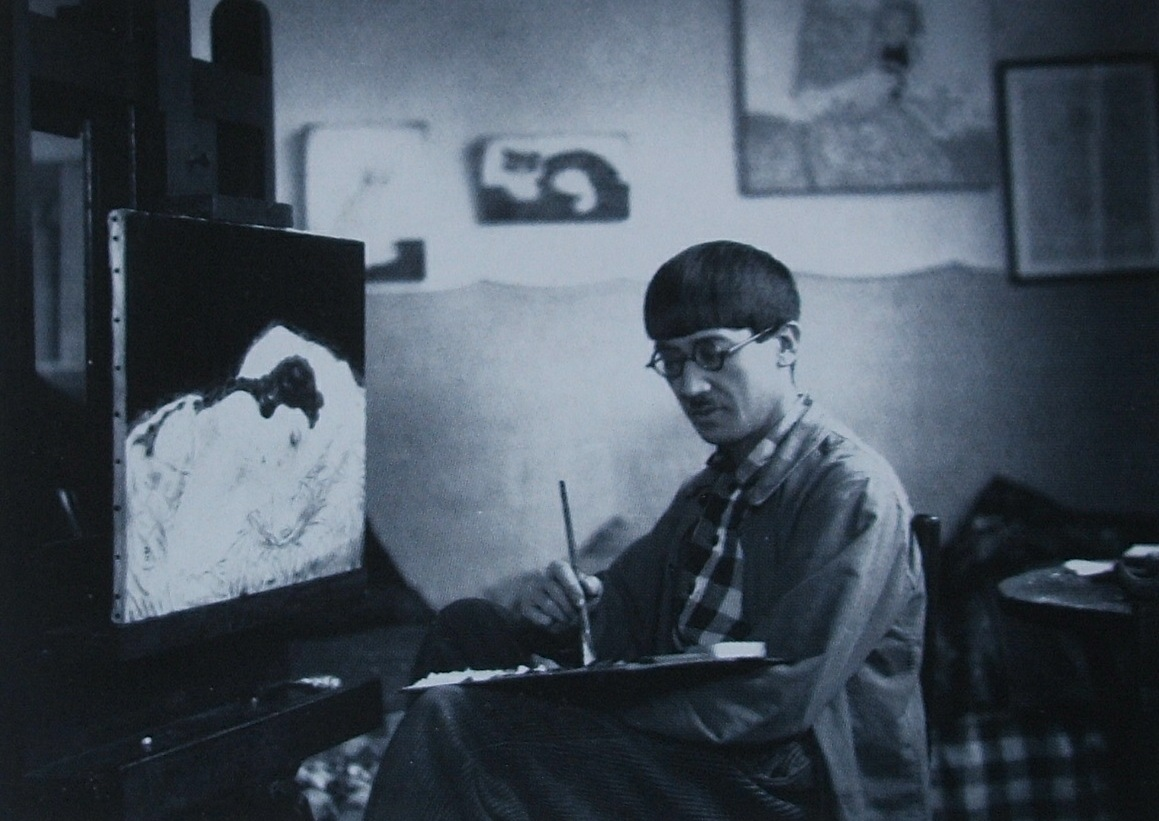
فوجيتا صوره جان أجيلو في عام 1923.

## وصلات خارجية
- تسوغوهارو فوجيتا على موقع الموسوعة البريطانية (الإنجليزية)
- تسوغوهارو فوجيتا على موقع الموسوعة البريطانية (الإنجليزية)
- تسوغوهارو فوجيتا على موقع ديسكوغز (الإنجليزية)
- تسوغوهارو فوجيتا على موقع أوليمبيديا (الإنجليزية)